# Straßenbahn El Paso
Die Straßenbahn El Paso ist das Straßenbahnsystem der rund 680 000 Einwohner zählenden US-amerikanischen Großstadt El Paso im Bundesstaat Texas. Mit ihrer jenseits der Grenze in Mexiko liegenden Schwesterstadt Ciudad Juárez und den Umlandgemeinden bildet sie eine Metropolregion mit ca. zwei Millionen Einwohnern.

## Ehemalige Straßenbahn

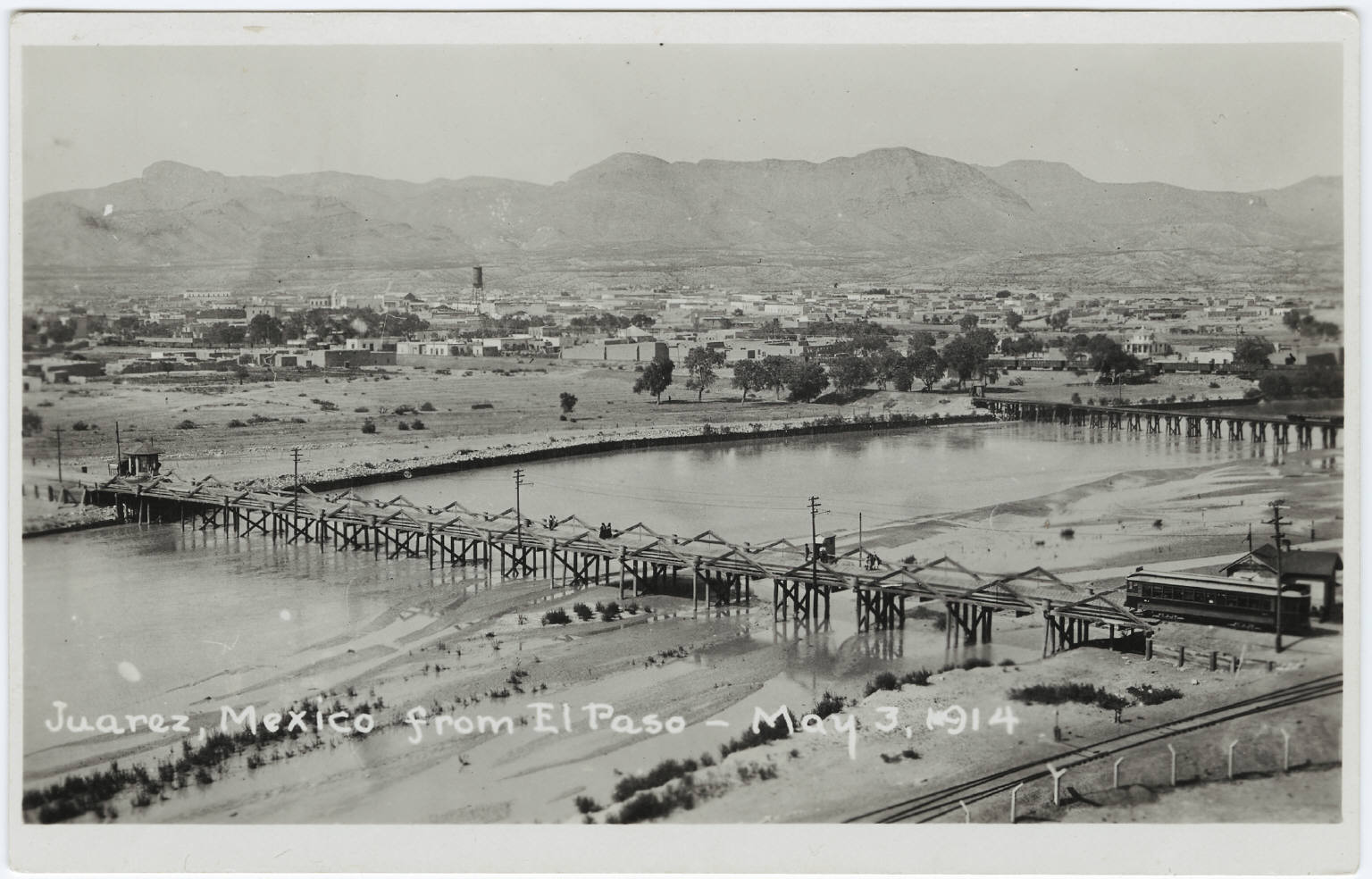
Triebwagen an der Brücke über den Rio Grande, 1914

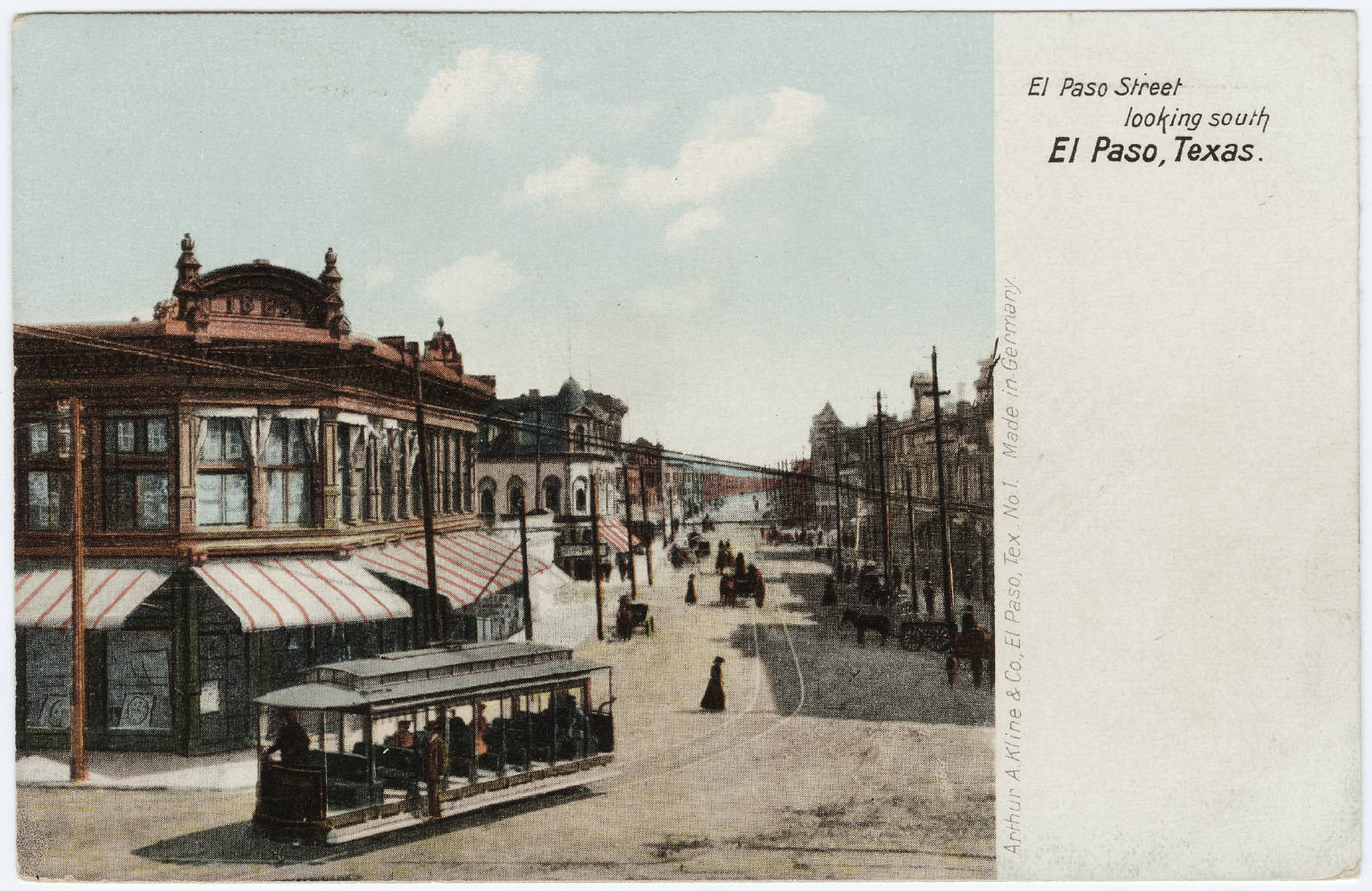
Offener Sommertriebwagen in El Paso, um 1914

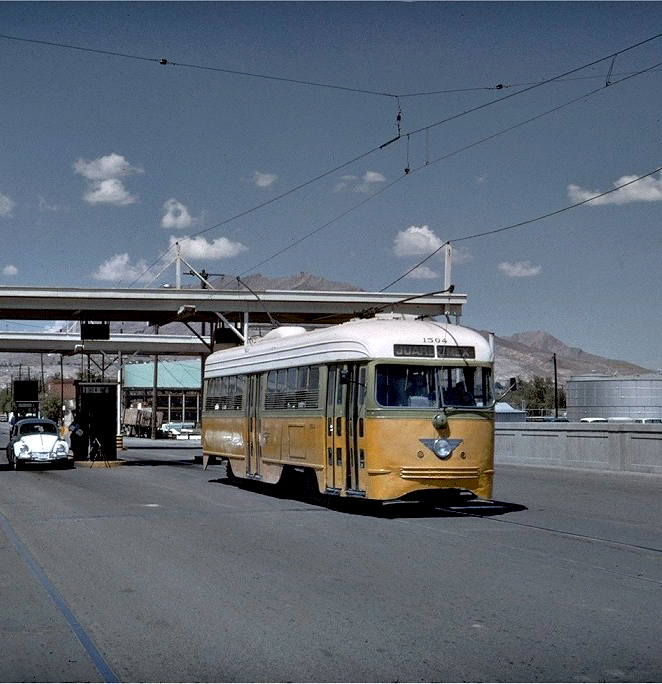
Der PCC-Wagen 1504 hat in den 1960er Jahren soeben die Staatsgrenze nach Mexiko passiert

1881 wurde ein schienengebundener öffentlicher Nahverkehr auf regelspurigen Gleisen mit einem von einem Maultier gezogenem hölzernen Wagen eröffnet, der sich rasch auf vier verschiedene Gesellschaften ausweitete. In den späten 1890er Jahren wurde schließlich mit diesem Betrieb die auf der anderen Flussseite des Rio Grande in Mexiko gelegene Stadt Ciudad Juárez mit einer grenzüberschreitenden Strecke erreicht. Betrieben wurde die Bahn regulär mit Maultieren, für den Güterverkehr wurde auch Pferde eingesetzt.
Die erste elektrische Straßenbahn verkehrte in El Paso am 11. Januar 1902. Betrieben wurde die Straßenbahn durch die El Paso Electric Railway Co. Zum Zeitpunkt seiner größten Ausdehnung in den 1920er Jahren war das Netz auf eine Länge von 103 km angewachsen und bediente die Stadtteile Downtown, Sunset Heights, Kern Place, Segundo Barrio, Highland Park, Morningside Heights, Fort Bliss, Government Hill, Washington Park, sowie Ciudad Juárez. Darunter befand sich auch die 1913 eröffnete Überlandstrecke nach Ysleta mit 19 km Länge.
1943 wurde das Unternehmen im Zuge des Großen Amerikanischen Straßenbahnskandals durch National City Lines aufgekauft und alle ausschließlich auf US-amerikanischer Seite verkehrenden Linien bis 1947 eingestellt. Lediglich die grenzüberschreitende Straßenbahnlinie von El Paso nach Ciudad Juárez blieb zunächst noch erhalten.
1950 wurden von der Straßenbahn San Diego 17 PCC-Wagen des Baujahrs 1937 sowie 1952 drei weitere PCC-Wagen gebraucht erworben. Sie erhielten zusätzlich einen zweiten Stangenstromabnehmer, zur Vereinfachung der Zollkontrollen Längs- anstelle von Quersitzbänken und die Fahrzeugnummern 1500 bis 1519.
Die National City Lines erhielten keine Konzession für den Betrieb von Bussen in der Nachbarstadt, auf diese Weise wurde nach einer vorübergehenden Einstellung des Betriebes 1964 und dem Neubau der Brücke über den Rio Grande der grenzüberschreitende Straßenbahnverkehr 1967 wieder aufgenommen. Gleichwohl: Weil die mexikanische Bevölkerung bevorzugt in den USA einkaufte, entzog die Verwaltung von Ciudad Juárez der Straßenbahngesellschaft 1973 die Betriebsgenehmigung. Nach der Einstellung des grenzüberschreitenden Verkehrs am 31. Juli 1973 blieb die Straßenbahn noch kurzzeitig innerhalb von El Paso in Form einer kürzeren Ringlinie in Betrieb. Am 4. Mai 1974 wurde sie auch dort stillgelegt. Im Oktober 1977 wurden in Ciudad Juárez weite Teile der Fahrleitung abgebaut, in El Paso waren Gleise und Fahrleitung jedoch noch bis nach 1979 vorhanden.
Anders als in manchen anderen Städten der USA blieb jedoch der „Straßenbahngedanke“ präsent: In den 1990er Jahren betrieb die Stadtverwaltung einige gummibereifte Straßenbahnfahrzeuge, die in den Straßen von El Paso verkehrten. Anfang der 2000er Jahre wurde allerdings deren Betrieb wieder eingestellt.

## Heutige Straßenbahn

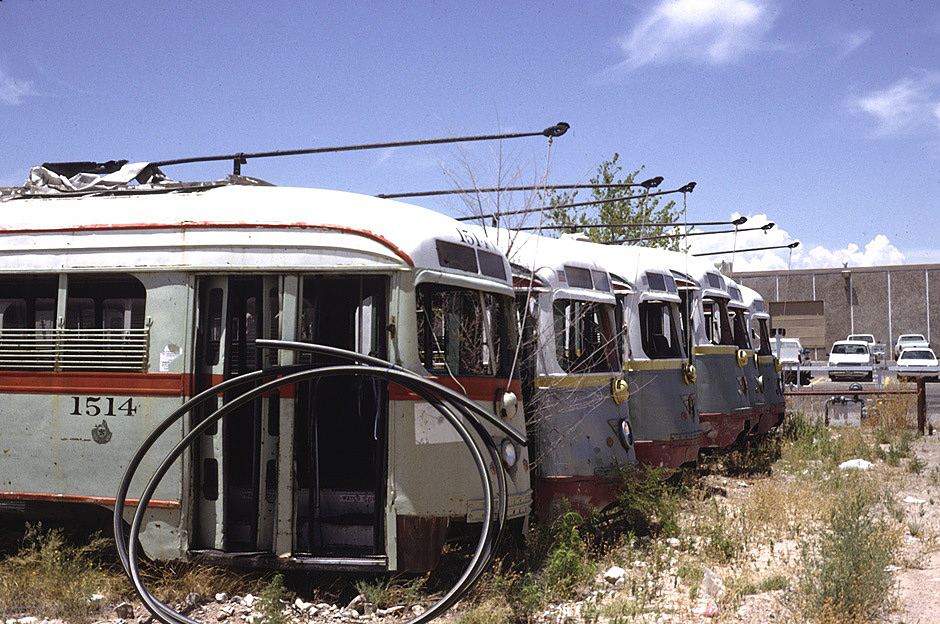
Abgestellte PCC-Wagen aus El Paso, 1993

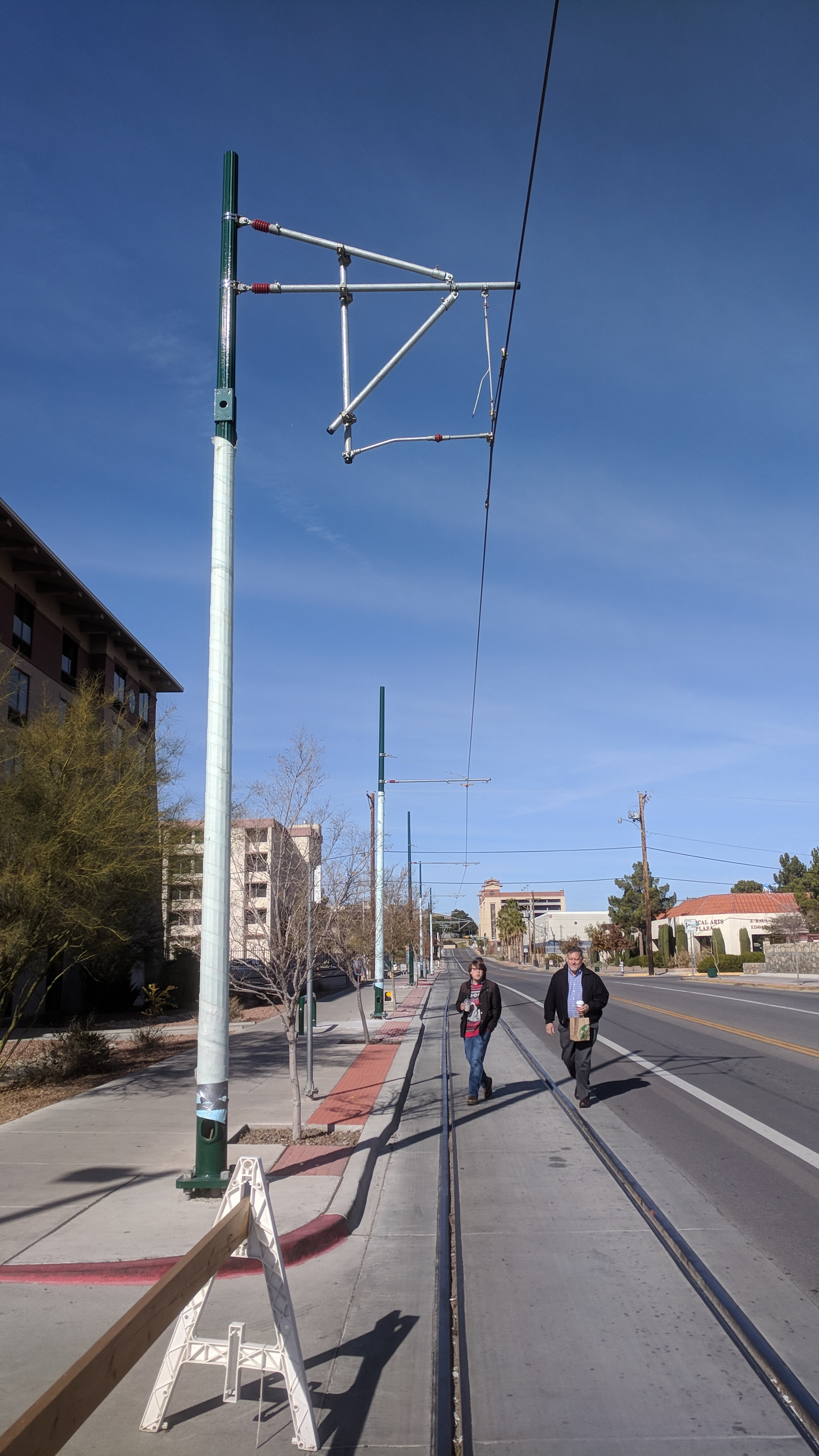
Fahrleitung und Gleis im Bauzustand (2017)

2012 beschloss der Stadtrat von El Paso, die Straßenbahn wieder einzuführen und die 17 noch verbliebenen PCC-Wagen zu reaktivieren (drei waren zwischenzeitlich verschrottet worden). Letztere waren zwar in der Wüste abgestellt gewesen und durch das trockene Klima weitgehend vor Korrosion bewahrt geblieben. Sechs der Fahrzeuge sollten für 18,8 Millionen Dollar restauriert werden. Nach deren Bergung erwies sich ihr Zustand aber als schlechter als angenommen.
Im Juli 2014 wurde die Genehmigung für den Bau zweier eingleisiger, schleifenförmiger Strecken erteilt, die als Downtown-Loop und Uptown-Loop bezeichnet werden und mittels eines kurzen gemeinsamen Abschnitts eine Acht bilden. Am 7. Dezember 2017 wurde mit den Gleisbauarbeiten begonnen, im März 2018 waren sie bereits zu 95 Prozent vollendet. Die Gleise liegen im Straßenraum und sind teilweise abmarkiert, separate Gleiskörper existieren nicht. Anstelle von Namen sind die 27 Haltestellen durchnummeriert. Sie sind mit Schutzdächern, Sitzgelegenheiten und Informationstafeln einander ähnlich gestaltet, Fahrscheinautomaten sind nicht vorhanden.
Mit dem Wagen 1506 erreichte am 19. März 2018 das erste bei der Brookville Equipment Corporation rekonstruierte Fahrzeug die Stadt. Der 14,3 m lange und 2,6 m breite PCC-Wagen bezieht seinen Fahrstrom (650 V Gleichspannung) aus der Einfachfahrleitung nun über einen Einholmstromabnehmer. Auf dem Dach wurde eine Klimaanlage installiert, was das Aussehen des Triebwagens ebenfalls verändert. An der mittleren Tür erhielt er eine Hebevorrichtung für Rollstühle, zudem wurde er mit drei Fahrradständern und WLAN ausgestattet. Um sich den verschiedenen Epochen anzunähern, wurden jeweils zwei Fahrzeuge in einem andersfarbigen Lack versehen:
- Variante 1950er: PCC 1511 und 1515 (Orange/Grün mit weißem Dach und hellgrünen Streifen),
- Variante 1960er: PCC 1504 und 1514 (Türkisgrün mit weißem Dach und dunkelgrünen Streifen) und
- Variante 1970er: PCC 1506 und 1512 (Türkisgrün mit weißem Dach und roten Streifen).

Am 3. April 2018 fand die erste Probefahrt mit einem der Fahrzeuge statt, am 10. Oktober begann der Vorlaufbetrieb ohne Fahrgäste. Noch ehe der letzte Wagen 1511 am 19. Dezember 2018 ausgeliefert worden war, wurde der Straßenbahnbetrieb am 9. November feierlich eröffnet.
Der Betriebshof befindet sich nahe der Haltestelle 1 am Busbahnhof Downtown Santa Fe Transfer Center. Der Plan, zwei separate Linien zu betreiben, wurde zugunsten einer einzigen Linie aufgegeben. In Form einer Acht wird die 7,7 km lange Strecke innerhalb von 45 Minuten durchfahren, wobei die Haltestelle 5 in der Franklin Avenue zweimal erreicht wird. Der reguläre Fahrpreis beträgt 1,50 US-Dollar, er kann im Fahrzeug in eine Fahrgeldbox eingeworfen werden.
Betreiber der Bahn ist das Sun Metro Mass Transit Department, kurz „Sun Metro“ genannt. Anfangs wurde mit vier Wagen ein 15-Minuten-Intervall angeboten. Seit dem 1. April 2019 sind nur noch drei Fahrzeuge im Einsatz, die alle 25 Minuten verkehren. Betriebsbeginn ist täglich 11 Uhr vormittags, Betriebsschluss ist sonntags bis mittwochs um Mitternacht. Von Donnerstag bis Samstag sind die Wagen bis 3 Uhr des nächsten Tages im Einsatz.

## Ausblick
Geplant ist eine Neubaustrecke zum Medical Center of the Americas Foundation im Osten der Stadt. Eine internationale Verbindung nach Ciudad Juárez wird ebenfalls diskutiert. Gleichfalls soll ein Schnellbusnetz mit vier Linien aufgebaut werden, eine erste davon ist in Betrieb: Auch hier kann langfristig eine Umstellung auf Straßenbahn möglich sein.